# Force aérienne koweïtienne
La Force aérienne koweïtienne (en arabe : القوات الجوية الكويتية ; al-Quwwat al-Jawwiya al-Kuwaitiya) est la force aérienne de l'État du Koweït. Son siège est situé à la base aérienne Abdullah Al-Moubarak.

## Historique
La Force aérienne du Koweït a été fondée en 1953 par le maréchal Sheikh Abdullah Mubarak Al-Sabah. Durant l'invasion du Koweït le 2 aout 1990, environ 20 % de sa flotte fut capturée par les forces armées irakiennes, le reste a pu fuir grâce à des décollages d'urgence.

## Structure
[Quand ?]
- Base aérienne Abdullah Al-Moubarak
  - 41e escadron de Transport L-100-30 Hercules
- Base aérienne Ali Al Salem (en)
  - École de pilotage
    - 12e escadron Formation BAE Hawk MK.64
    - 19e escadron Formation Shorts Tucano MK.52
    - 88e escadron Formation SA-342K Gazelle

  - Recherche et sauvetage
    - 62e escadron Hélicoptère SA-330H Puma
    - 32e escadron Hélicoptère AS-332 Super Puma
    - 33e escadron Hélicoptère SA-342K Gazelle
    - 17e escadron Attaque AH-64D Apache
    - 20e escadron Attaque AH-64D Apache
- Base aérienne Ahmed Al Jaber (en)
  - 9e escadron de combat F / A-18 Hornet C / D
  - 25e escadron de combat F / A-18 Hornet C / D
- Brigades de défense aérienne

## Flotte aérienne
Les appareils en service en 2016 sont les suivants :
| Aéronefs                               | Origine          | Type                                  | En service      | Versions         | Notes                                                                            |
| Avion de combat                        | Avion de combat  | Avion de combat                       | Avion de combat | Avion de combat  | Avion de combat                                                                  |
| -------------------------------------- | ---------------- | ------------------------------------- | --------------- | ---------------- | -------------------------------------------------------------------------------- |
| McDonnell Douglas F/A-18 Hornet        | États-Unis       | Avion multirôle                       | 318             | F/A-18CF/A-18D   |                                                                                  |
| Boeing F/A-18 Super Hornet             | États-Unis       | Avion multirôle                       | 0(22)0(6)       | F/A-18EF/A-18F   |                                                                                  |
| Eurofighter Typhoon                    | Union européenne | Avion multirôle                       | 1 (21)4 (2)     | FGR4FGR4T        | Commandés en 2016.                                                               |
| Avion de transport                     |                  |                                       |                 |                  |                                                                                  |
| McDonnell Douglas C-17 Globemaster III | États-Unis       | Avion de transport stratégique        | 2               | C-17A            |                                                                                  |
| Lockheed C-130 Hercules                | États-Unis       | Avion de transport Avion ravitailleur | 3 3             | L-100-30 KC-130J |                                                                                  |
| Avion d'entrainement                   |                  |                                       |                 |                  |                                                                                  |
| BAe Hawk                               | Royaume-Uni      | Avion d'entrainement avancé           | 11              | Mk.64            | Stockés depuis plusieurs années, le projet de les faire revoler a été abandonné. |
| Embraer EMB 312                        | Brésil           | Avion d'entrainement                  | 16              | Mk.52            | Stockés depuis plusieurs années, le projet de les faire revoler a été abandonné. |
| Hélicoptère                            |                  |                                       |                 |                  |                                                                                  |
| Boeing AH-64 Apache                    | États-Unis       | Hélicoptère attaque                   | 16              | AH-64D           |                                                                                  |
| Sud-Aviation SA-342 Gazelle            | France           | Hélicoptère de reconnaissance         | 13              | SA-342K          | équipés de Euromissile HOT.                                                      |
| Sud-Aviation SA330 Puma                | France           | Hélicoptère de transport              | 7               | SA-330H          |                                                                                  |
| Aerospatiale AS532 Cougar              | France           | Hélicoptère de transport              | 3               | -                |                                                                                  |
| Airbus Helicopter H225M Caracal        | Union européenne | Hélicoptère de transport              | 16              |                  | 24 commandés en 2016.                                                            |
| Sikorsky S-92                          | États-Unis       | Hélicoptère de transport VIP          | 3               | S92A             |                                                                                  |

## Grade

### Corps des engagés
- Première Classe (arabe : وكيل عريف  )
- Caporal (arabe : عريف)
- Sergent (arabe : رقيب)
- Sergent Chef (arabe : رقيب أول)
- Adjudant (arabe : وكيل ضابط )
- Adjudant chef (arabe : وكيل ضابط )

### Corps des officiers
- Lieutenant (arabe : ملازم)
- Premier Lieutenant (arabe : ملازم أول)
- Capitaine (arabe : نقيب)
- Major (arabe : رائد)
- Lieutenant Colonel (arabe : مقدم)
- Colonel (arabe : عقيد)
- Brigadier Général (arabe : عميد)
- Major Général (arabe : لواء)
- Lieutenant Général (arabe : فريق)
- Général (arabe : فريق أول)